# 郭静 (台湾)
郭 静（クオ・ジン、英: Claire Kuo、クレア・クオ）は台湾の女性歌手。
福茂唱片（Linfair Records）所属。
台湾世新大学卒業。
香港人の父と台湾人の母を持つ。

## 経歴
第1回チアリーディング アジアインターナショナルオープンチャンピオンシップ(2007年4月21日、22日、72チーム(うち海外6チーム)、東京の国立代々木競技場 第2体育館)に台湾代表チームMONSTER(怪獸隊、男女混成16名)の一員として参加し、当該大会で海外部門の1位となる。
2004年台北市敦化南路にある郭静の両親経営の広東料理レストラン『香港品源料理餐廳』にてスカウトされる。
初めは単に“Claire”を名乗り、顔を出さずに活動をしていたが、2007年6月29日初アルバム『我不想忘記你』を発売と同時に“郭静”を名乗るようになる。

## 音楽作品

### アルバム
- 『我不想忘記你』（2007年）
- 『下一個天亮』（2008年）
- 『在樹上唱歌』（2009年）
- 『妳 朋友』（2010年）
- 『陪著我的時候想著她』（2011年）
- 『我們都能幸福著』（2012年）
- 『豔遇』（2014年）

### シングル
- 『只是還沒有』（2020年）

### コンピレーション
- 『致純靜』（2013年）

### テレビドラマ挿入歌
我不想忘記你
民間全民電視公司ドラマ『偷天換日』エンディングソング
八大電視ドラマ『家有菲菲』挿入歌
Leave
八大電視ドラマ『火線任務』エンディングソング
你的香氣
中華電視公司ドラマ『イルカが猫に恋をした』エンディングソング
一個人彈琴
八大電視ドラマ『屋頂上的綠寶石』エンディングソング
時光
八大電視ドラマ『屋頂上的綠寶石』挿入歌
麻雀
八大電視韓国ドラマ『宮S』主題歌
仨人
八大電視韓国ドラマ『フルハウス』エンディングソング
※張韶涵（アンジェラ・チャン）、范瑋琪（ファン・ウェイチー）との合唱
明白
八大電視韓国ドラマ『エデンの東』エンディングソング
心牆
八大電視韓国ドラマ『花より男子』エンディングソング
嫁妝
八大電視韓国ドラマ『不像三兄弟』エンディングソング
緯來電視網韓国ドラマ『天使の誘惑』エンディングソング
總算我們也愛過
中華電視公司ドラマ『帶子英雄』エンディングソング
每一天都不同
緯來電視網韓国ドラマ『お嬢さまをお願い!』エンディングソング
有溫柔
中国電視公司ドラマ『晴れのちボクらは恋をする』オープニングソング
陪著我的時候想著她
八大電視韓国ドラマ『最高の愛〜恋はドゥグンドゥグン〜』エンディングソング
離開
緯來電視網ドラマ『天堂牧場』エンディングソング
擁抱你的微笑
八大電視ドラマ『私たち恋しませんか?』オープニングソング
單身美好
台湾電視公司ドラマ『花是愛』オープニングソング
你眼中的我
三立電視ドラマ『幸福選擇題』エンディングソング
可惜
民間全民電視公司ドラマ『星座愛情獅子女』エンディングソング
不想有遺憾
衛視中文台ドラマ『長不大的爸爸』挿入歌
拍檔
三立電視ドラマ『華麗なる玉子様〜スイート♥リベンジ』オープニングソング
只是還沒有
湖南衛視ドラマ『愛的厘米』エンディングソング
※魏新人との合唱
他愛的夢
芒果TVドラマ『暗格里的秘密』挿入歌
超喜歡你
騰訊視頻ドラマ『只是結婚的關係』挿入歌

## 出演作品

### CM/イメージキャラクター
- 2025年　AQUAMAX[1]